# Mydaea montana
Mydaea montana är en tvåvingeart som beskrevs av Anatolii Mikhailovich Lobanov 1983. Mydaea montana ingår i släktet Mydaea och familjen husflugor. Inga underarter finns listade i Catalogue of Life.